# Модран (Дервента)
Модран (серб. Модран, хорв. Modran) — населенный пункт (деревня) в общине Дервента, который принадлежит энтитету Республике Сербской, Босния и Герцеговина. По результатам югославской переписи населения 1991 года в Модране проживало 1152 человека.

## Население
В населении деревни преобладают хорваты.
|  |

### Национальный состав
1991 год:
- Хорваты — 1125 человек (97,65 %)
- Сербы — 7 человек (0,60 %)
- Югославы — 1 человек (0,08 %)
- Мусульмане — 0 человек (0,00 %)
- Другие — 19 человек (1,64 %)

## История
В годы югославских войн из местных хорватов был собран 3-й батальон 111-й бригады Хорватского совета обороны.